# Sri Lankas frihetsparti
Sri Lankas frihetsparti, ofta förkortat SLFP av det engelska namnet, är ett nationalistiskt och socialdemokratiskt parti på Sri Lanka. Partiet har en dominerande roll i landets politik och stod för en hård linje mot den tamilska separatiströrelsen LTTE i landets inbördeskrig.

## Historia
Partiet grundades av Solomon West Ridgeway Dias Bandaranaike 1951 och har sedan dess varit ett av de två stora partier som har dominerat den politiska scenen i Sri Lanka. 
Släkten Bandaranaike har länge haft en ledande ställning inom partiet. Solomon Bandaranaike var premiärminister 1956-59 och hans hustru Sirimavo Bandaranaike var premiärminister vid tre tillfällen. Deras dotter Chandrika Bandaranaike Kumaratunga har varit landets president, och deras son Anura Bandaranaike är för närvarande turismminister.
Vid parlamentsvalet år 2010 ingick partiet i valsamarbetet Förenade folkets frihetsallians som fick 45,6 % av rösterna. Efter valet blev SLFP det dominerande partiet i regeringen. 
Vid presidentvalet den 17 november 2005 valdes SLFP:s kandidat Mahinda Rajapakse till president med 50,3 % av rösterna.